# Língua arikara
Arikara é uma língua Caddoana falada pelos nativos Arikara do Dakota do Norte, norte dos Estados Unidos, os quais vivem na Reserva Indígena de Fort Berthold. É muito próxima da língua pawnee, mas as duas não são mutuamente inteligíveis.
Os Arikara foram possivelmente um dos grupos encontrados pela Expedição de Lewis e Clark em 1804; sua população foi reduzida de 30 mil para 6 mil devido à varíola.

## Escrita
A língua Arkara usa uma forma do alfabeto latino bem simplificada, a qual não apresenta letras B, D, F, G, J, L, M, Q, V, Y, Z, pois sua fonologia é bem reduzida. As vogais são as cinco tradicionais na forma simples ou duplicada (vogal longa).

## Fonologia

### Consoantes
Fonemas consoantes Arikaras:
|             | Labial | Alveolar | Postalveolar | Velar | Glotal |
| ----------- | ------ | -------- | ------------ | ----- | ------ |
| Oclusiva    | p      | t        |              | k     | ʔ (’)  |
| Africada    |        |          | t͡ʃ (č)       |       |        |
| Fricativa   |        | s        | ʃ (š)        | x     | h      |
| Nasal       |        | n        |              |       |        |
| Aproximante | w      | r        |              |       |        |

A fonologia Arikara distingue a africada /t͡ʃ/ do grupo consonantal /t+ʃ/:
- čipátš 'knotweed' = [t͡ʃiˈpətʃ][3]

As consoantes sonoras do Arikara têm alofones surdas. Sempre que uma sonora precede uma vogal suavizada, a consoante sonora reduz também sua sonoridade.
- čiíRA 'Olá (saudação masculina)' = [t͡ʃiːr̥ə̥][3]
- táWIt 'três' = [ˈtəw̥ɪ̥t][3]
- NAhaá'U 'filho dele ou dela' = [n̥ə̥ˈhaːʔʊ̥][3]

### Vogais
|          | Curtas    | Curtas | Longas | Longas |
| Anterior | Posterior | Front  | Back   |        |
| -------- | --------- | ------ | ------ | ------ |
| Fechada  | i         | u      | iː     | uː     |
| Média    | e         | o      | eː     | oː     |
| Aberta   | a         | a      | aː     | aː     |